# محمود بن اسحاق شهابی
خواجه محمود ابن اسحاق شهابی سیاوشانی یا محمود شهابی از خوشنویسان و نستعلیق‌نویسان مهم و از شاگردان میرعلی هروی است. پدرش خواجه اسحاق شهابی سیاوشانی هروی مدتی کلانتر هرات بود. سیاوشان قصبه‌ای است در حوالی هرات. او ازجمله کسانی است که در سال ۹۳۵ عبیدخان ازبک از هرات به بخارا کوچ داد. در آنجا مدتی شاگردی میرعلی هروی را کرد اما بعدها میرعلی از او رنجیده خاطر شد چرا که او برخی از آثارش را بنام میرعلی امضا می‌کرد.
محمود بعد از چندی به هرات بازگشت و مورد توجه شاه حسین بایقرا قرار گرفت و به همین سبب به شهابی معروف شد. او پس از مدتی به بلخ رفت و در آنجا ساکن شد و اهمیت و شهرت فراوان یافت. او هم در کتابت و هم در قطعه‌نویسی دست داشت، و در اخذ و تقلید شیوهٔ میرعلی، هیچ‌یک از شاگردان میر، پایهٔ خواجه محمود نرسیده‌اند.
نوشته‌اند محمود شهابی خطوطی را به نام استاد پرآوازه‌اش میرعلی هروی امضاء می‌کرده‌است. میر علی هروی وقتی از این موضوع مطلع شد بسیار رنجید و در وصف محمود این شعر را سرود:
| خواجه محمود اگر چه یک چندی   |  | بود شاگرد این حقیر فقیر    |
| یاد دادم به او ز قلت عقل     |  | هرچه دانستم از قلیل و کثیر |
| بهر تعلیم او دلم خون شد      |  | تا خطش یافت صورت تحریر     |
| در حق او نرفت تقصیری         |  | لیکن او هم نمی‌کند تقصیر    |
| هرچه خود می‌نویسد از بد و نیک |  | جمله را می‌کند بنام حقیر    |

گفته می‌شود خواجه محمود با اشاره به اینکه میرعلی گفته بود «نوشته‌های خود را از بد و خوب بنام او می‌کند» پاسخ داده: «استاد بد و نیک را خطا گفته، من آنچه را که بد می‌نویسم بنام او می‌کنم.»
وی به خوشگذرانی معروف بود و در مصاحبت بزرگان به حسن محضر مشهور، در موسیقی و شعر هم دست داشت و ارغنون را نیکو می‌نواخت. امیرخلیل قلندر هروی از شاگردان اوست. خواجه محمود در شهر بلخ درگذشت.
محمود در کتابت دست داشت و قطعه‌نویسی هم می‌کرد؛ و در اواخر عمر در شیوه خود تغییراتی پدیدآورد که چندان مقبول نبود. تاریخ در گذشت او دقیق معلوم نیست اما گویا عمر درازی داشته و آثارش از ۹۲۴ تا ۹۹۳ دیده شده‌است.

## آثار
از آثار وی می‌توان به این موارد اشاره کرد:
- «دیوان» هلالی، به قلم کتابت خوش، با رقم: «تم الدیوان… علی یدالعبد الفقیر محمود بن اسحاق الشهابی، فی سنهٔ ۹۶۶»
- یک نسخه «بوستان» سعدی، به قلم کتابت خوش، با رقم: «تمت الکتاب… علی ید… محمود بن اسحاق الشهابی،... بدارالسلطنه بلخ… فی شهور سنه ثمانین و تسعة مائةٔ ۹۸۰»
- یک نسخه «نفحات الانس» جامی، به قلم کتابت عالی، با رقم: «محمود الشهابی» و تاریخ ۹۹۳
- و شش اثر دیگر وی در «احوال و آثار خوشنویسان» ذکر شده‌است.